# Stenobothrus eurasius
Stenobothrus eurasius é uma espécie de insecto da família Acrididae.
Pode ser encontrada nos seguintes países: Hungria e Roménia.